# Bassin (jardinage)
 (mars 2023).
Si vous disposez d'ouvrages ou d'articles de référence ou si vous connaissez des sites web de qualité traitant du thème abordé ici, merci de compléter l'article en donnant les références utiles à sa vérifiabilité et en les liant à la section « Notes et références ».
Pour les articles homonymes, voir Bassin.

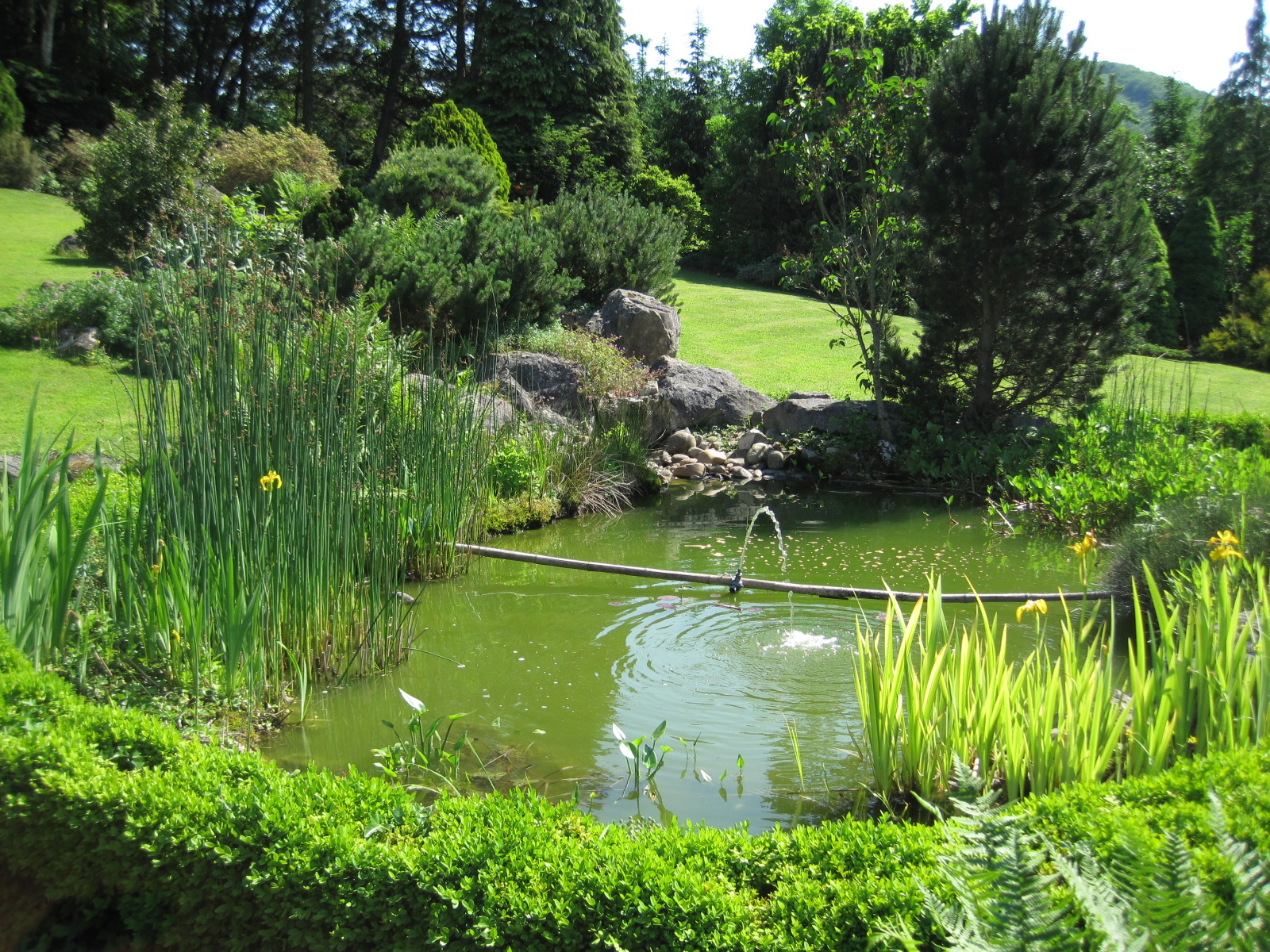
Bassin de jardin en Franche-Comté.

Un bassin ou étang ornemental est une pièce d'eau artificielle  dans un jardin ou un paysage à des fins esthétiques et/ou de fournir un habitat faunique. Il peut être agrémenté de fontaines ou peuplé de poissons. Un bassin peut également être aménagé à l'intérieur d'une construction, par exemple une serre, comme c'est souvent le cas dans les jardins botaniques.

## Habitat

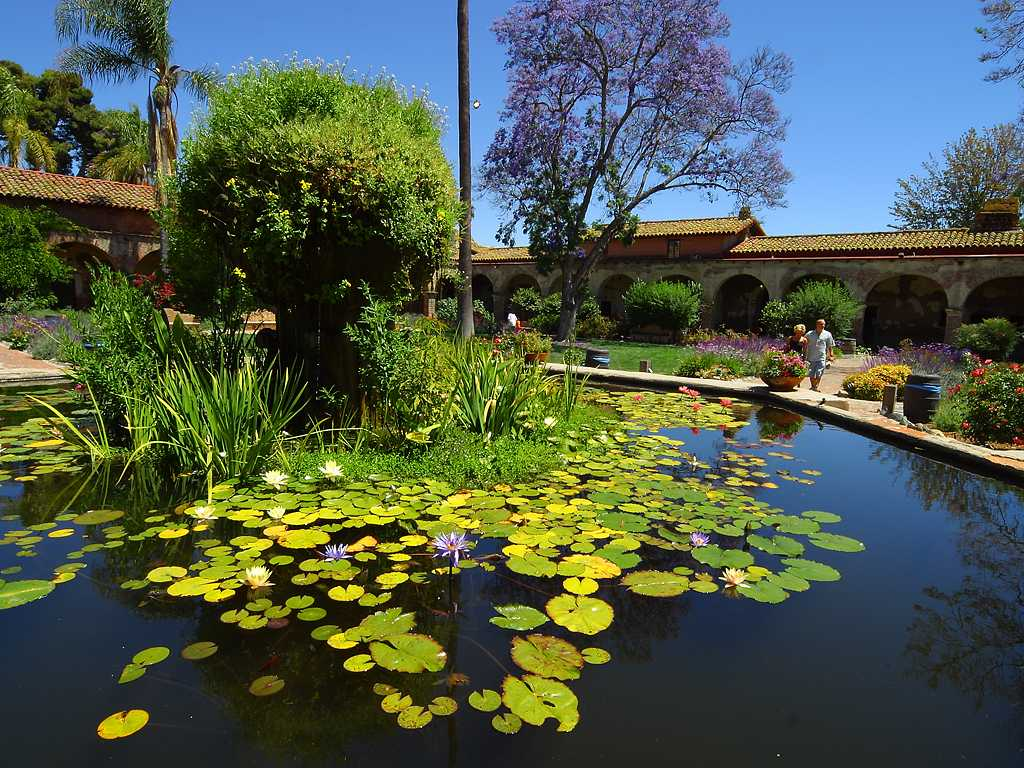
Mission San Juan Capistrano en Californie (États-Unis)

Les bassins de jardin peuvent être d'excellents habitats pour la faune indigène, et peuvent apporter une contribution à la protection de la faune d'eau douce. Les animaux invertébrés tels que les libellules et coléoptères aquatiques et les amphibiens peuvent coloniser rapidement les bassins. Les propriétaires du bassin ont le potentiel de faire de nombreuses observations originales et précieuses sur l'écologie des petits plans d'eau. 
Mais ces bassins peuvent aussi fournir une voie de propagation de plantes non indigènes envahissantes. Au Royaume-Uni, les espèces non-indigènes Crassula helmsii et Myriophyllum aquaticum, qui posent des problèmes pratiques considérables dans la protection des eaux douces, sont toutes les deux des espèces envahissantes échappées des bassins de jardin.

## Aménagement, matériel
Les conditions physico-chimiques des étangs naturels varient plus selon les saisons, et même pendant la journée, par rapport aux autres types d'eaux douces, comme les rivières. Pour contrer ces tendances naturelles dans les bassins de jardin, l'installation d'une pompe permet de maintenir des niveaux élevés d'oxygène dissous : même si ce n'est probablement pas nécessaire pour la faune en général, il peut être essentiel pour maintenir des poissons dans un petit bassin. Pour les bassins alimentés avec une eau du robinet polluée et riche en éléments nutritifs, les filtres peuvent être utilisés pour réduire l'abondance des algues.

## Plantes
Des plantes aquatiques y sont généralement installées pour éviter le verdissement de l'eau, les blooms planctoniques et épurer l'eau (eau de pluie récupérée, naturelle, dérivation d'un cours d'eau (pratique interdite dans certains pays) ou eau du robinet). Une pompe peut y entretenir une circulation d'eau, animer un jet d'eau ou filtrer l'eau. Un surpresseur en augmente parfois le taux d'oxygène.

## Faune
Le peuplement du bassin peut comporter des poissons d'ornement tels que les carpes koï et poissons rouges ou autres espèces.
Dans le cas d'un aménagement en faveur de la biodiversité il est cependant fortement déconseillé d'introduire des poissons dans le point d'eau. 
Il peut aussi accueillir des divers invertébrés aquatiques décoratifs ou non. Les bassins de jardins sont également des lieux de ponte réguliers des amphibiens et libellules. 
Les bassins attirent en outre de nombreux insectes désirables du point de vue de la biodiversité. 
Contrairement à une idée reçue largement répandue, les bassins et les mares ne sont pas des sources de prolifération de moustiques car ils abritent de nombreux prédateurs, tant des adultes que des larves. Celles-ci se développent majoritairement dans les volumes d'eau dépourvus de prédateur tel que les récupérateurs d'eau de pluie, les soucoupes de pots de fleurs...

## Galerie

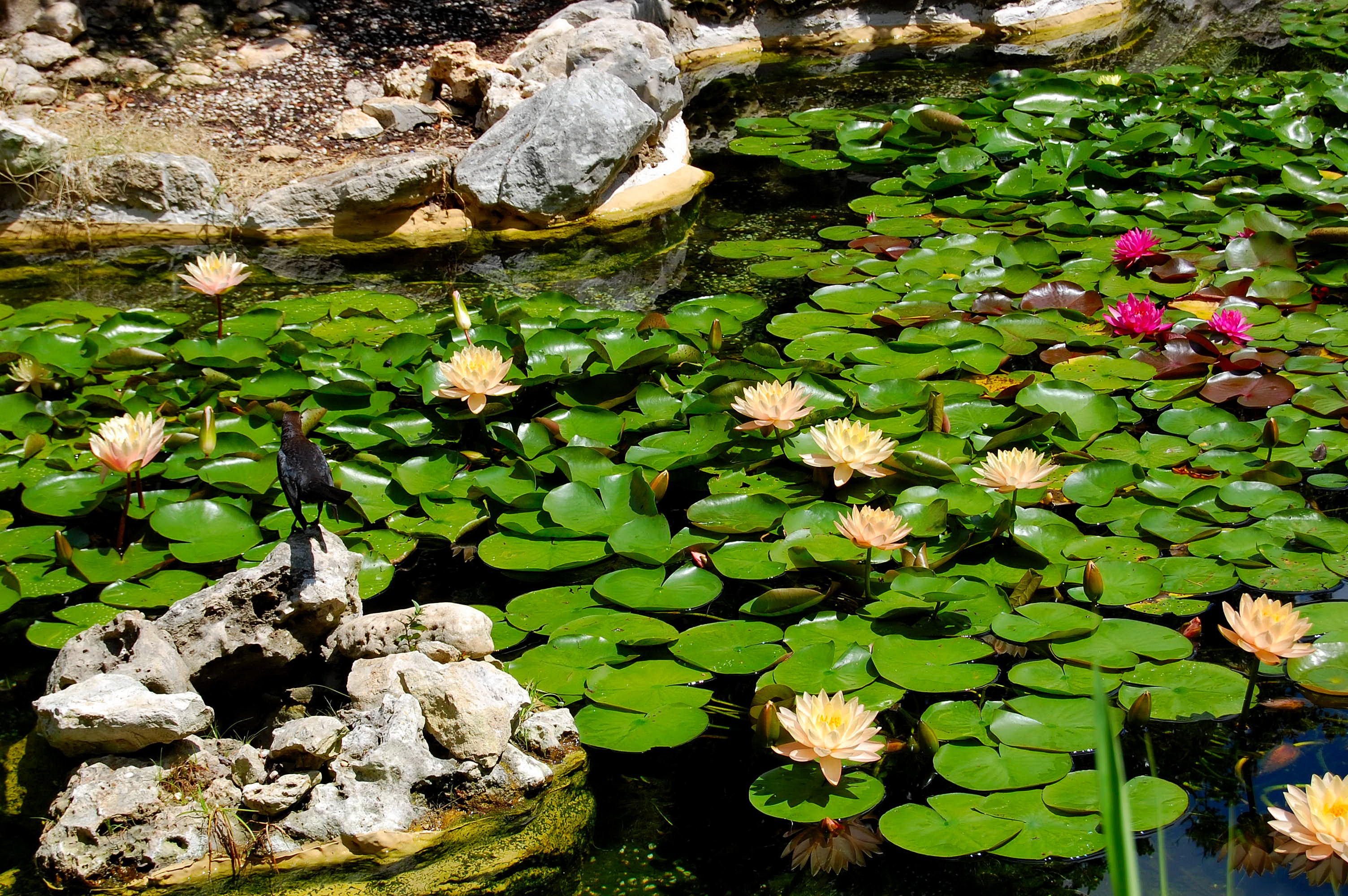
Zilker Botanical Garden au Texas (États-Unis)
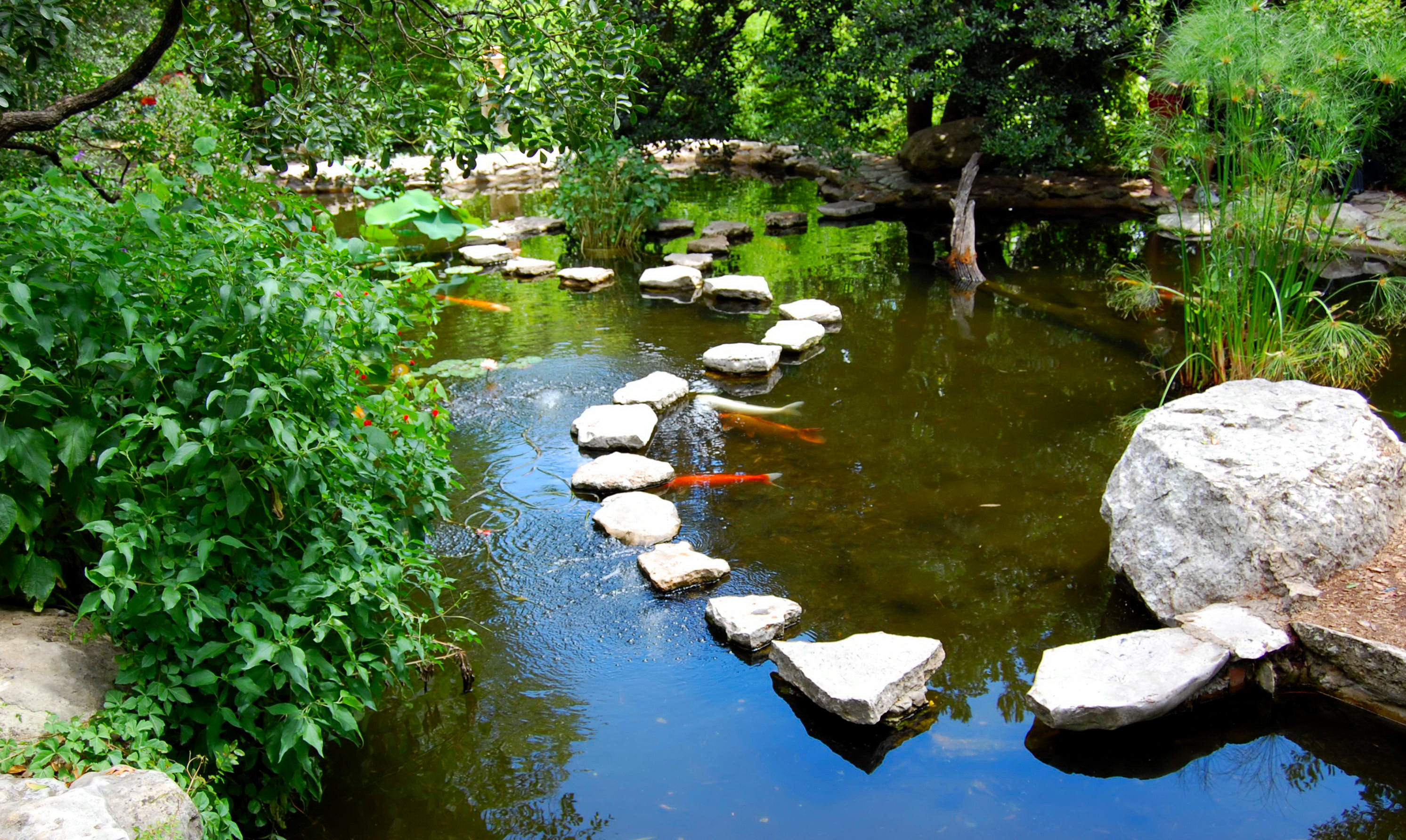
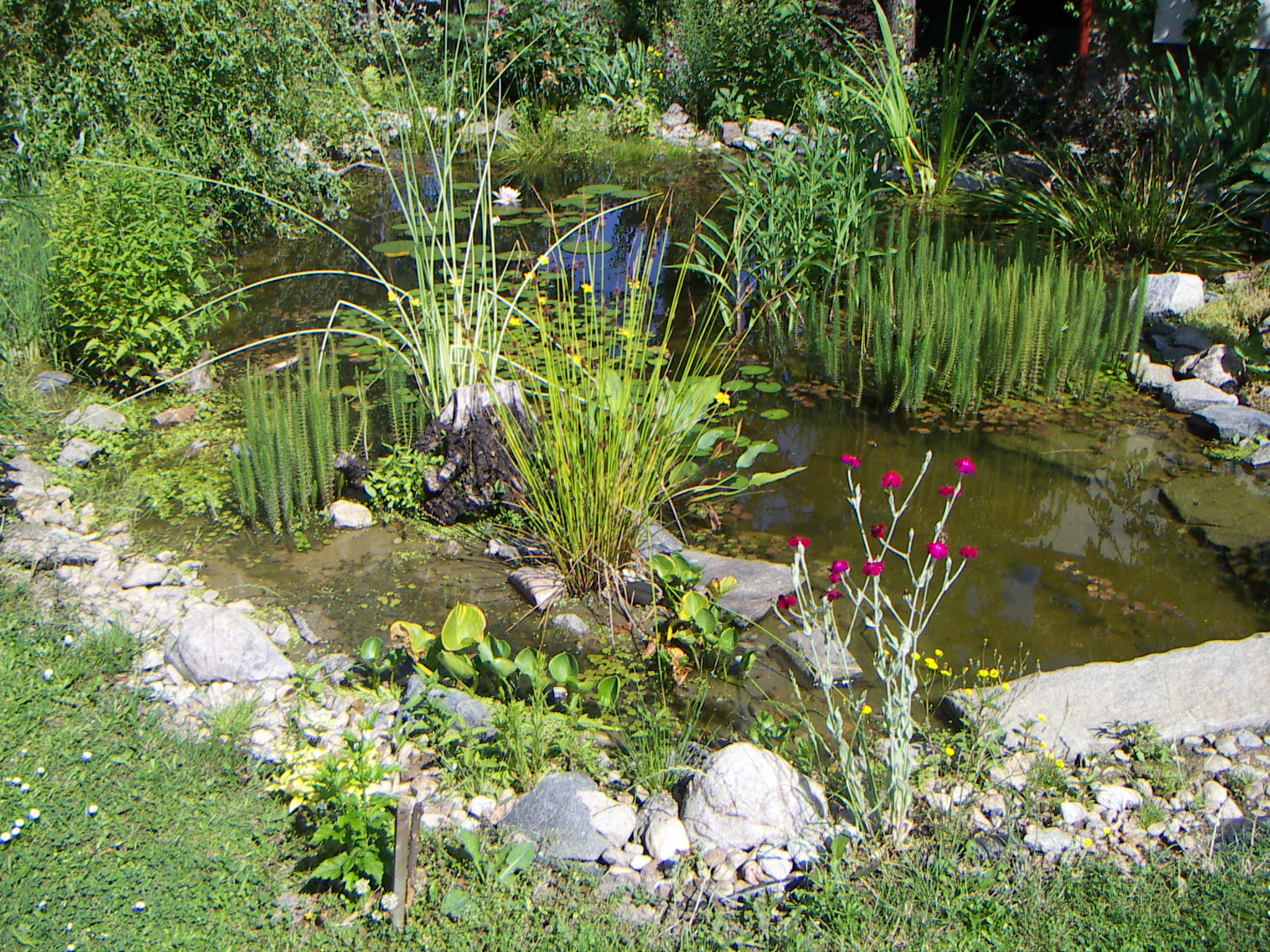
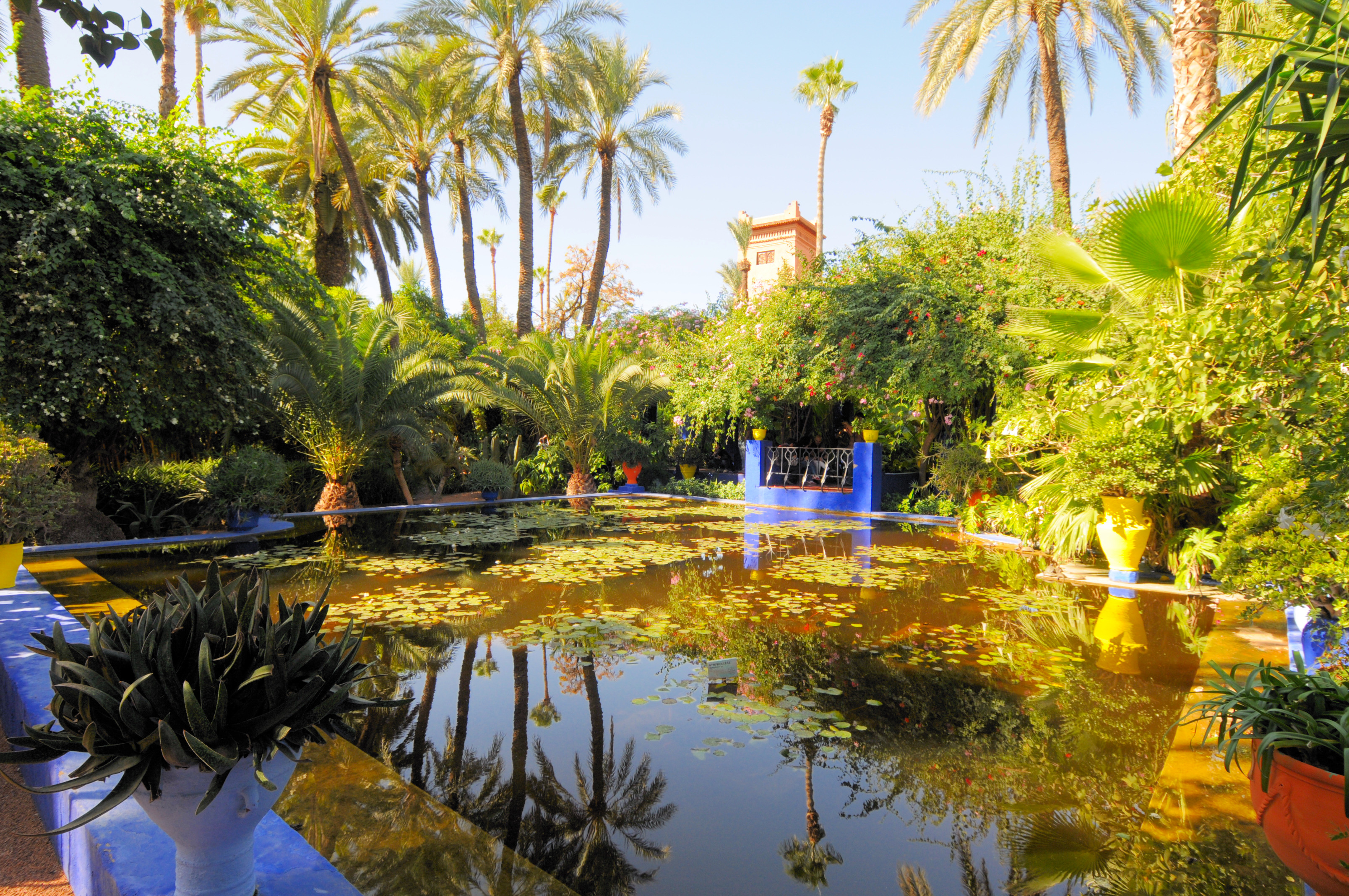
Jardin Majorelle (Maroc)
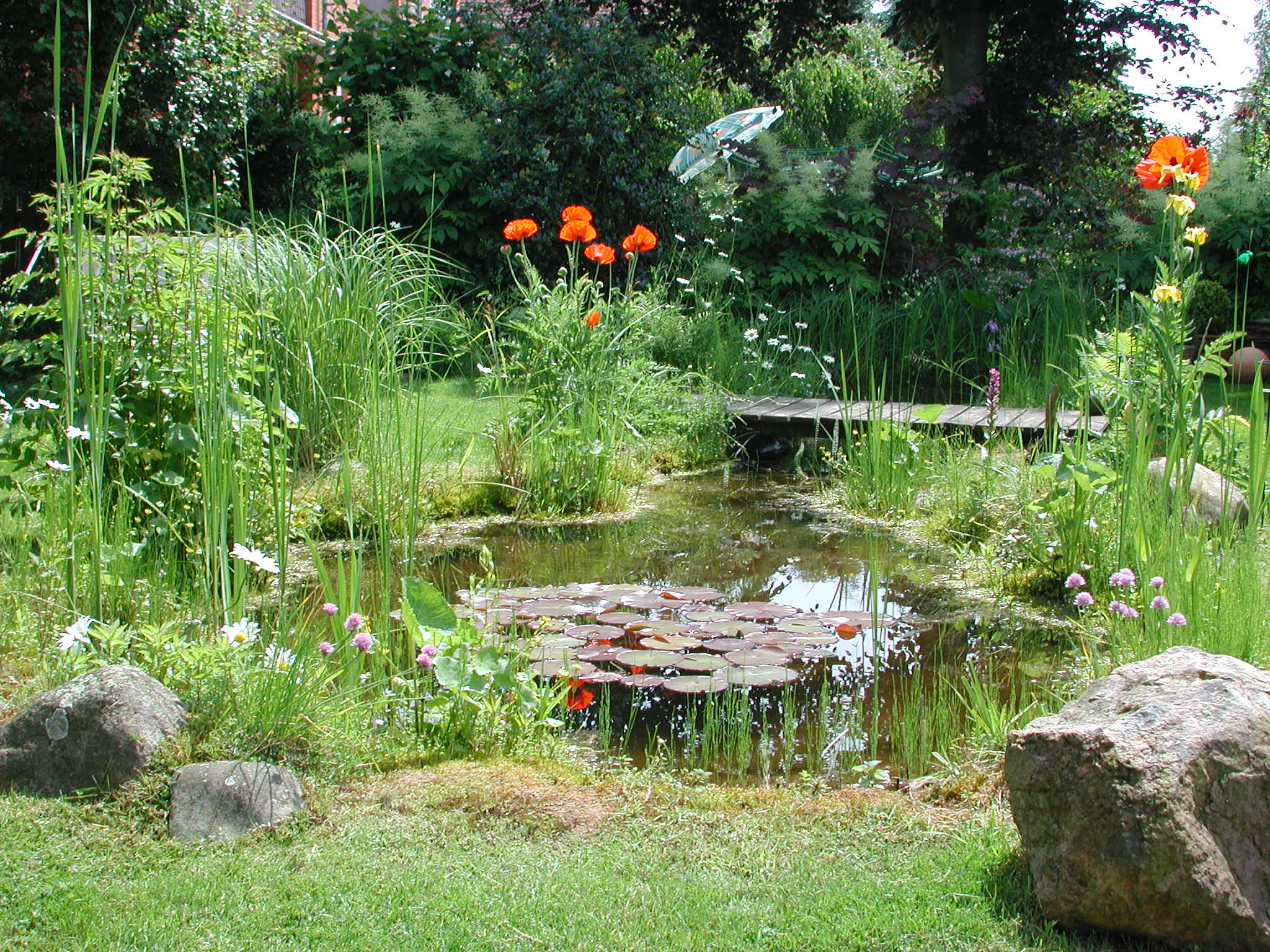
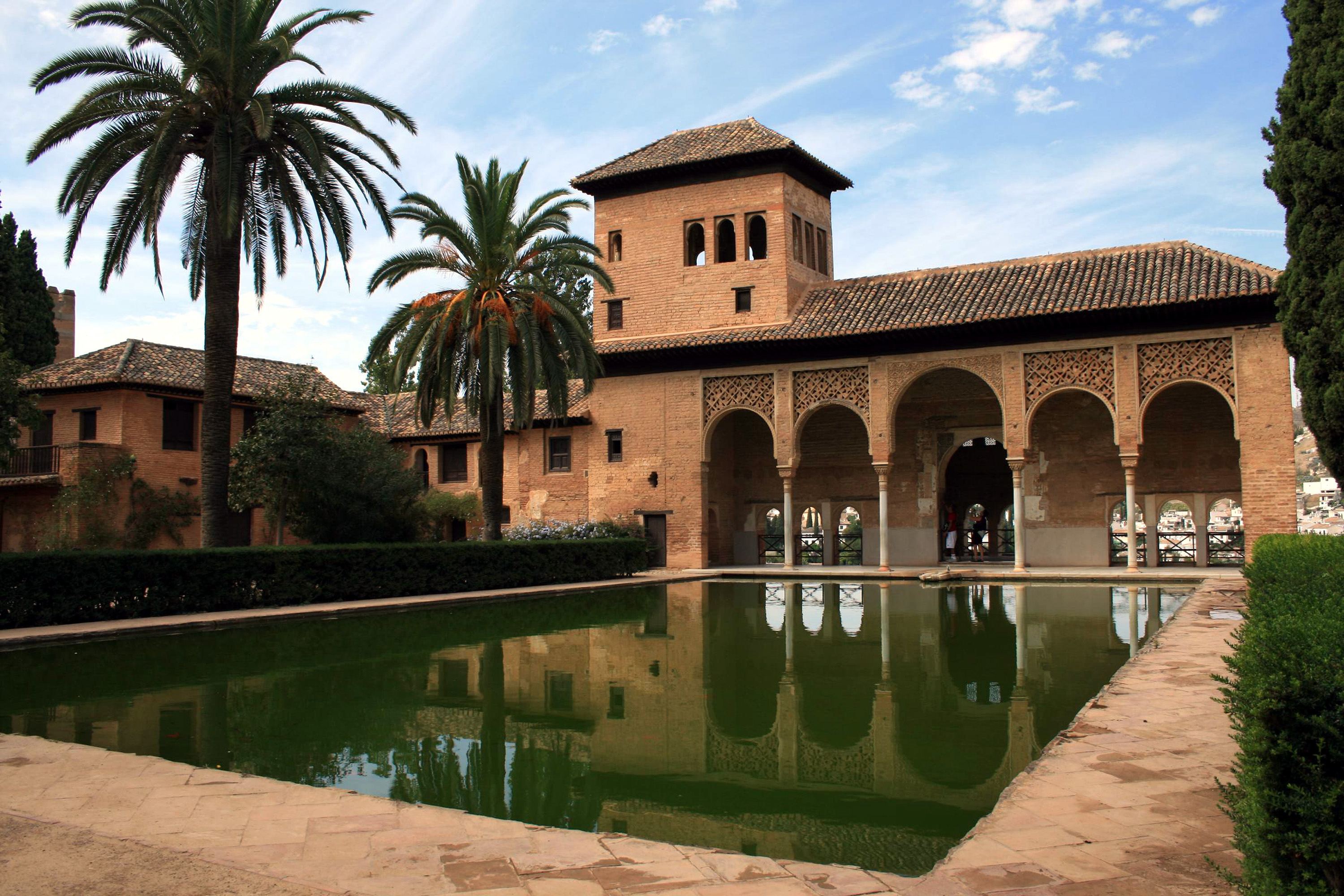
Bassin de l'Alhambra à Grenade (Espagne)